# Flabelliphilus inersus
Flabelliphilus inersus – gatunek widłonoga z rodziny Clausiidae; jedyny przedstawiciel rodzaju Flabelliphilus. Nazwa naukowa tego gatunku skorupiaków została opublikowana w 1962 roku przez zoologów José Brescianiego i Jørgena Lützena.